# Långshyttan
Långshyttan è un'area urbana della Svezia situata nel comune di Hedemora, contea di Dalarna.
La popolazione rilevata nel censimento 2010 era di 1 671 abitanti .